# Maryam Durani
Maryam Durani (en persa: مَریَم دورانی‎) (n. Afganistán, 1987) es una activista y defensora de los derechos de las mujeres en Afganistán. En 2012 recibió el Premio Internacional a las Mujeres de Coraje

## Biografía
Es hija de Haji Mohammad Eisa Durani y es miembro de la tribu Durrani. Se graduó de Payam Noor y la Universidad Americana de Afganistán. Es licenciada en Derecho y Ciencias Políticas y empresariales.
A pesar de la visión extremadamente conservadora del área hacia las mujeres, Maryam Durani sirve como líder, modelo a seguir y defensora de las mujeres en Kandahar. Elegida por primera vez como Miembro del Consejo Provincial de Kandahar en 2005 a la edad de 21 años y por un segundo mandato en 2009, Durani fue una de las cuatro únicas mujeres en el Consejo y ha llevado las preocupaciones y la perspectiva de las mujeres a ese ámbito.
Como líder joven y emergente en el sur de Afganistán, el coraje y la dedicación de la Durani hacia las mujeres de Afganistán es parte de su vida diaria. Durani fundó y se desempeña como directora de una asociación enfocada en el empoderamiento de las mujeres, y administra "Merman" Radio, una estación de radio en la ciudad de Kandahar enfocada en temas de mujeres. Es una defensora abierta de la paz y los derechos de las mujeres y las niñas en la sociedad afgana, así como de los derechos civiles básicos para todos los ciudadanos afganos, y está decidida a cambiar la cultura y la percepción de los roles de las mujeres en Afganistán.
Maryam Durani fue herida en un intento de asesinato con una bomba que casi le quita la vida. El puesto que ocupa en el gobierno provincial de Kandahar, en el contexto afgano,  es para una mujer, extremadamente inusual, dados los valores conservadores en el sur de Afganistán, que continúan influenciados por los puntos de vista extremistas de los talibanes. Durani desafía los estereotipos y las normas culturales y usa su posición para fomentar la justicia, la paz, los derechos humanos y las libertades básicas generales para las mujeres de Kandahar.
Fundó la red "Kandahar Women's" red de defensa de la mujer de Kandahar (Women's Network) es una plataforma de defensa que funciona para el empoderamiento de las mujeres desde 2013. Kandahar Women's Network cuenta con 25 organizaciones lideradas por mujeres como miembros.
Actualmente es Jefa de la junta asesora de mujeres de Kandahar, Asistente de la junta de diálogo de paz de la UNAMA en Kandahar, Asistente de la junta de lucha contra la corrupción de la UNAMA en Kandahar. Directora, Asociación de Mujeres de Khadija Kubra para la Cultura, Director de Merman (Radio para mujeres), Jefa de la Red de mujeres Kandahar. Jefa de centro de mujeres de la casa de aprendizaje.

## Premios
En marzo de 2012, recibió el Premio Internacional a las Mujeres de Coraje de la Secretaría de Estado de los Estados Unidos.
En el mismo año, Time Magazine eligió Maryam como una de "Las 100 personas más influyentes en el mundo". Según Time, "Como propietaria y operadora de una estación de radio (Merman Radio) que se enfoca en temas de mujeres y como miembro del consejo provincial de Kandahar, Durani defiende a las mujeres de la región con notable valentía".
En julio de 2013, Maryam es seleccionada como una de 30 activistas jóvenes por National Endowment for Democracy.
En mayo de 2014, premio "Laureate Freedom of Speech" en Middelburg, Países Bajos.
En noviembre de 2015, Maryam recibió el International Peace Generation Award de la ONU.
En diciembre de 2015, Maryam recibió el Premio Internacional de la Paz Simorgh fueron galardonados en el Día de los Derechos Humanos (10 de diciembre de 2015) en el contexto de la Semana de los Derechos Humanos y simultáneamente con el XIX aniversario del establecimiento de Armanshahr.